# آگوستین منزور
آگوستین منزور (انگلیسی: Agustín Manzur؛ زادهٔ ۲۹ سپتامبر ۲۰۰۰) بازیکن فوتبال اهل آرژانتین است.
از باشگاه‌هایی که در آن بازی کرده‌است می‌توان به باشگاه فوتبال گودوی کروز اشاره کرد.